# Zoltán Schenker
Zoltán Schenker (født 13. oktober 1880 i Cluj, død 25. august 1966 i Budapest) var en ungarsk fægter, som deltog i flere olympiske lege i de første årtier i 1900-tallet.

## Fægtekarriere
Schenker konkurrerede i både fleuret og sabel. Han kunne ikke deltage i 1908, fordi forsvarsministeriet i Wien ikke tillod officerer ved det østrig-ungarske monarki at stille op under ungarske farver. Det var muligt fra OL 1912 i Stockholm, og derfor var han med her og stillede op individuelt i både fleuret og sabel og på det ungarske hold i sabel. Individuelt nåede han semifinalen i fleuret og blev nummer fire i sabel. I sabelholdkonkurrencen var Ungarn store favoritter. De stillede ud over Mészáros med Oszkár Gerde, Jenő Fuchs, Péter Tóth, Lajos Werkner, Dezső Földes, László Berti og Ervin Mészáros, og efter at have vundet deres indledende pulje gjorde de rent bord i finalepuljen og genvandt dermed guldet, mens Østrig fik sølv og Nederland bronze.
Ved OL 1924 i Paris stillede han op både individuelt og på hold i både fleuret og sabel. I den individuelle fleuretkonkurrence gik han ikke videre fra første runde, mens han i den individuelle sabelkonkurrence igen blev nummer fire. Med fleuretholdet, hvor Ungarn ud over Schenker stillede med Ödön Tersztyánszky, Sándor Pósta, István Lichteneckert og László Berti, blev holdet nummer to i både indledende runde, kvartfinalen og semifinalen. I finalen tabte holdet til guldvinderne fra Frankrig og sølvvinderne fra Belgien og fik bronze, da Italien i protest mod en afgørelse i deres match mod Frankrig trak deres deltagelse. I sabelholdkampen stillede Ungarn foruden Schenker med Tersztyánszky, Pósta, Berti, János Garay, József Rády, Jenő Uhlyárik og László Széchy, og de vandt deres indledende pulje, kvartfinale og semifinale. I finalerunden vandt både Ungarn og Italien deres øvrige matcher, mens den indbyrdes match endte 8-8. Fordelingen af guld og sølv skulle derpå afgøres af træffere i denne kamp, og der leverede Italien 50 mod Ungarns 46; dermed fik Italien guld og Ungarn sølv, mens Nederland fik bronze.
Schenker deltog en sidste gang ved OL 1928 i Amsterdam, hvor han kun stillede op individuelt i fleuret og her nåede semifinalen.
I løbet af sin karriere vandt han det individuelle ungarske mesterskab i fleuret to gange: i 1922 og 1924.

## Øvrige karriere
Efter anden verdenskrig bosatte Schenker sig i Diósd og underviste i fægtning til han var over 70 år gammel. Han skrev også flere bøger om sin sport.